# بیوک انکور
بیوک انکور (به انگلیسی: Buick Encore) یک کراس‌اوور کامپکت کوچک است که توسط جنرال موتورز از سال ۲۰۱۲ ساخته شده‌است. این شاسی‌بلند ساب‌کامپکت است که توسط بیوک و چهارمین شاسی‌بلند آن به‌طور کلی پس از رانداوو، رینیر و آنکلیو به بازار عرضه شده‌است.
نام "Encore" قبلاً توسط امریکن موتورز برای انواع هاچ‌بک ساب‌کامپکت دو و چهار در رنو آلیانس دیفرانسیل جلو ساخته شده در ایالات متحده از سال ۱۹۸۴ تا ۱۹۸۷ استفاده می‌شد.

## نسل اول (۲۰۱۳)
نسل اول انکور یک شورلت ترکس نسل اول بازسازی‌شده‌است و سبکی مشابه با خودروی اروپایی اوپل/واکسهال موکا دارد. این خودرو در سال ۲۰۱۲ در نمایشگاه بین‌المللی خودروی آمریکای شمالی در دیترویت در ۱۰ ژانویه ۲۰۱۲ عرضه شد و در پایان سال ۲۰۱۲ به فروش رسید. انکور بازار آمریکای شمالی توسط جی‌ام کره در شهر بوپیونگ و انکور بازار چین توسط سایک-جی‌ام در یانتای مونتاژ می‌شود.
انکور ۲۰۱۳، ۲۰۱۴ و ۲۰۱۵ در ایالات متحده در مدل‌های پایه، کانونینس، لیثر و پریمیوم با موتور ۱٫۴ لیتری ای۱۴ان‌ئی‌تی توربو بنزینی با چهار درگاه تزریق سوخت خطی (MFI) وی‌وی‌تی با قدرت ۱۲۸ اسب بخار (۹۵ کیلووات؛ ۱۳۰ اسب بخار متری) در ۴۹۰۰ دور در دقیقه و همراه با یک گیربکس ۶ سرعته اتوماتیک عرضه شد. این موتور در نسخه‌های دیفرانسیل جلو (FWD) و تمام چرخ متحرک (AWD) موجود بود.
برای سال ۲۰۱۶، مدل جدید اسپرت تورینگ اضافه شد که شامل رینگ‌های آلیاژی ۱۸ اینچی با روکش نقره‌ای نیمه‌شب، اسپویلر عقب، دستگیره‌های در رنگ بدنه، استارت از راه دور، چراغ‌های مه‌شکن و موتور جدید بی۱۴ایکس‌اف‌تی اکوتک چهارسیلندر خطی تزریق مستقیم سوخت وی‌وی‌تی با قدرت اعلامی ۱۵۳ اسب بخار (۱۱۴ کیلووات؛ ۱۵۵ اسب بخار متری) در ۵۶۰۰ دور در دقیقه در مواد بازاریابی انکور می‌شد. با این حال، اوپل در اروپا قدرت این موتور را در مدل موکا ۱۵۰ اسب بخار (۱۱۲ کیلووات؛ ۱۵۲ اسب بخار متری) در ۴۹۰۰–۶۰۰۰ دور در دقیقه ارزیابی می‌کند.
پکیج موتور تزریق مستقیم اکوتک شامل سامانه خاموش روشن برای بهبود مصرف سوخت است و به‌عنوان یک آپشن در تمام مدل‌های پایه برای سال‌های ۲۰۱۷ و ۲۰۱۸ در دسترس قرار گرفت. در سال ۲۰۱۷، تیپ‌ها به بیس، پریفرد، اسپرت تورینگ، پریفرد ۲، اسنس و پریمیوم تبدیل شدند.

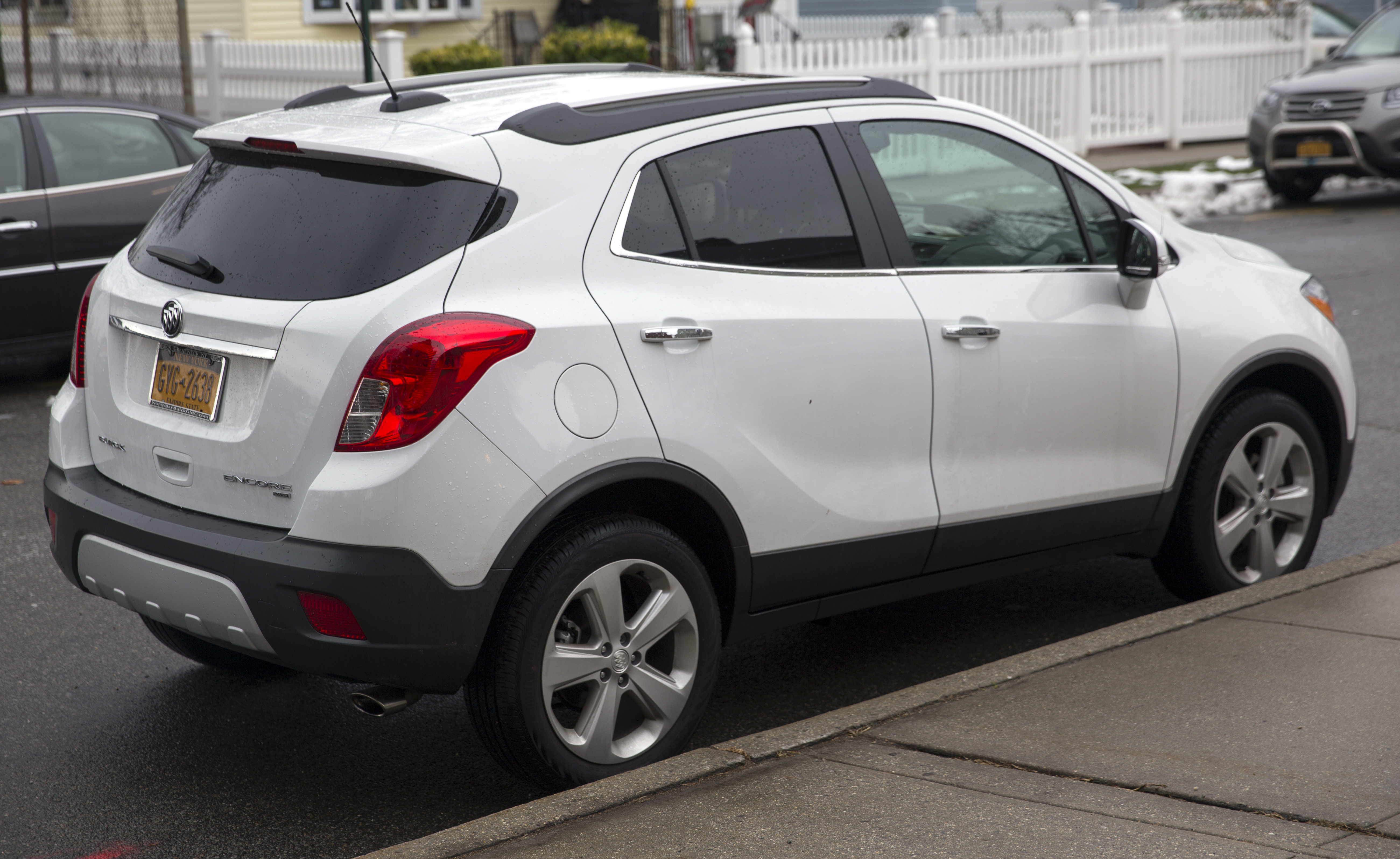
نمای عقب

### فیس‌لیفت ۲۰۱۷
در سال ۲۰۱۷، بیوک انکور دچار یک فیس‌لیفت شد. در جریان این فیس‌لیفت، انکور چراغ‌های جلو و سپرهای اصلاح‌شده، چراغ‌های عقب LED، فضای داخلی دارای یک مجموعه داشبورد و گیج اصلاح‌شده با صفحه‌نمایش اطلاعات ۴٫۲ اینچی، یک پشته مرکزی اصلاح‌شده و سیستم اطلاعات سرگرمی با صفحه‌نمایش بدون فریم ۸ اینچی را دریافت کرد. ضربه‌گیرهای مصنوعی گلگیر که در مدل‌های ۲۰۱۳ تا ۲۰۱۶ به عنوان ونتی‌پورتس به بازار عرضه شده بودند، حذف شدند.
پس از معرفی انکور جی‌ایکس کاملاً جدید برای مدل سال ۲۰۲۰، انکور به عنوان خودروی «سطح پایه» این برند در خط تولید بیوک باقی ماند. تمام تریم‌ها به جز تریم پریفرد سطح متوسط متوقف شدند و پریفرد با گزینه‌های رنگی محدود بیرونی، تنها یک گزینه رنگ داخلی و آپشن‌های اندک انتخابی تبدیل به «مدل پایه» جدید انکور شد.

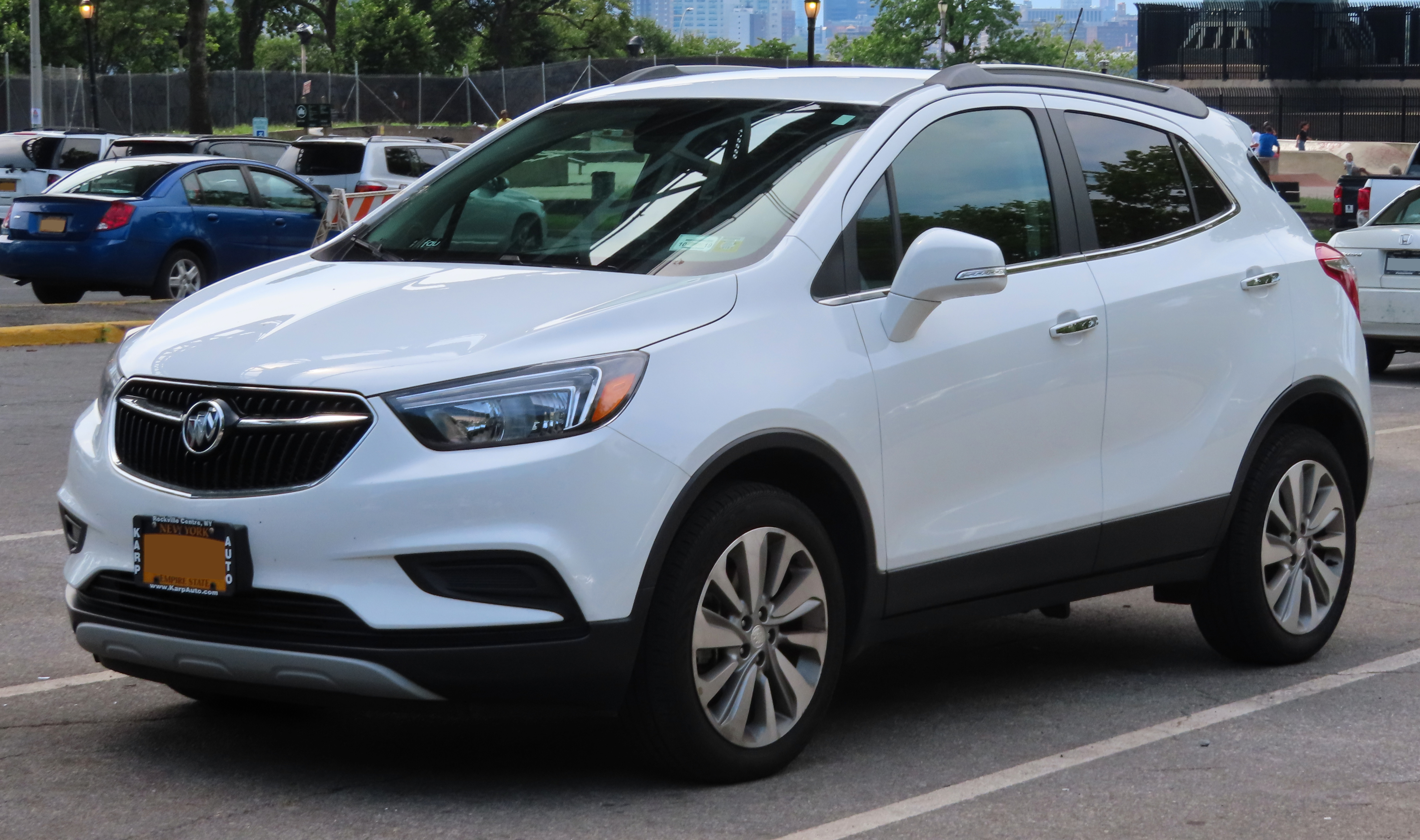
نمای جلو (فیس‌لیفت)
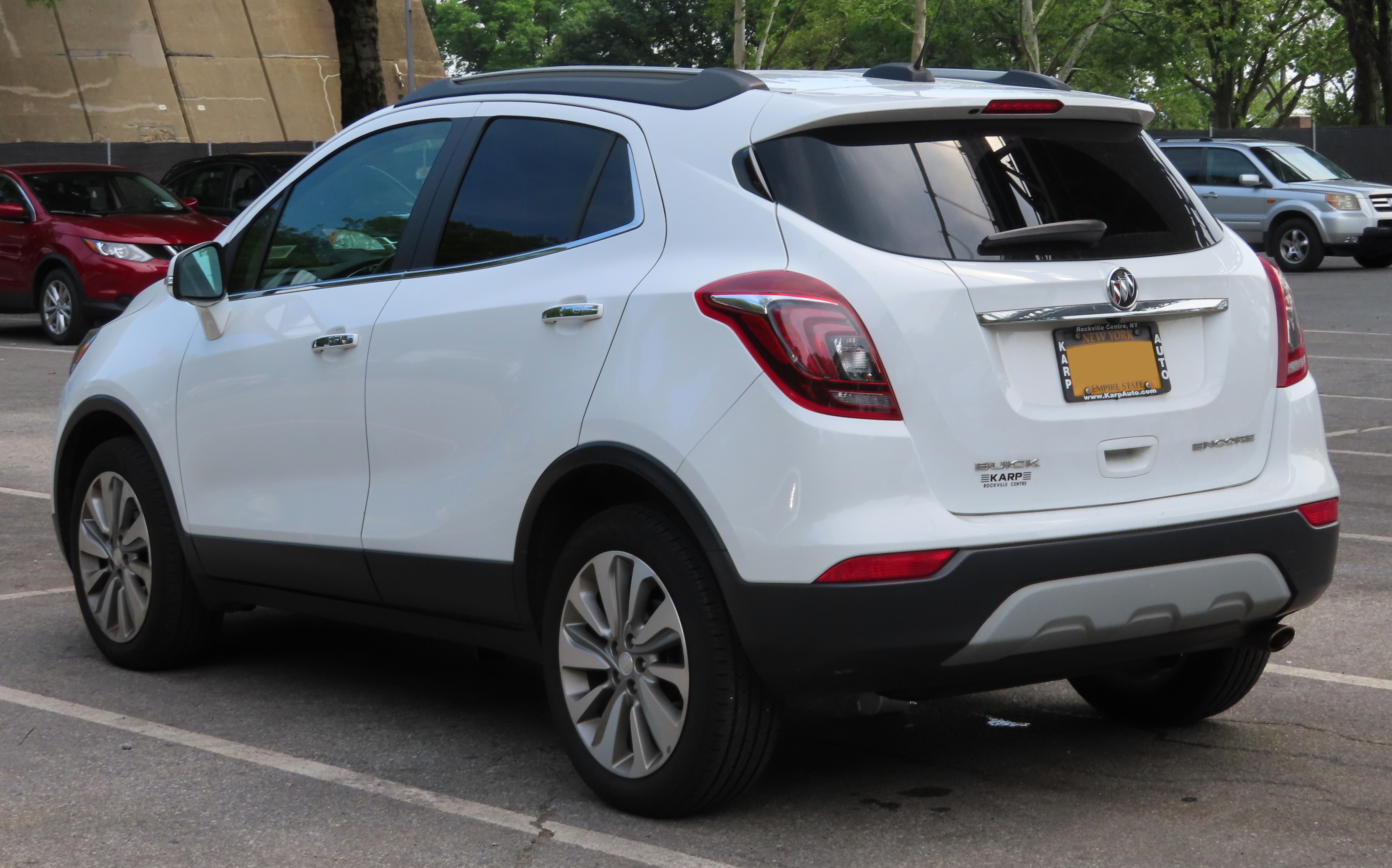
نمای عقب (فیس‌لیفت)
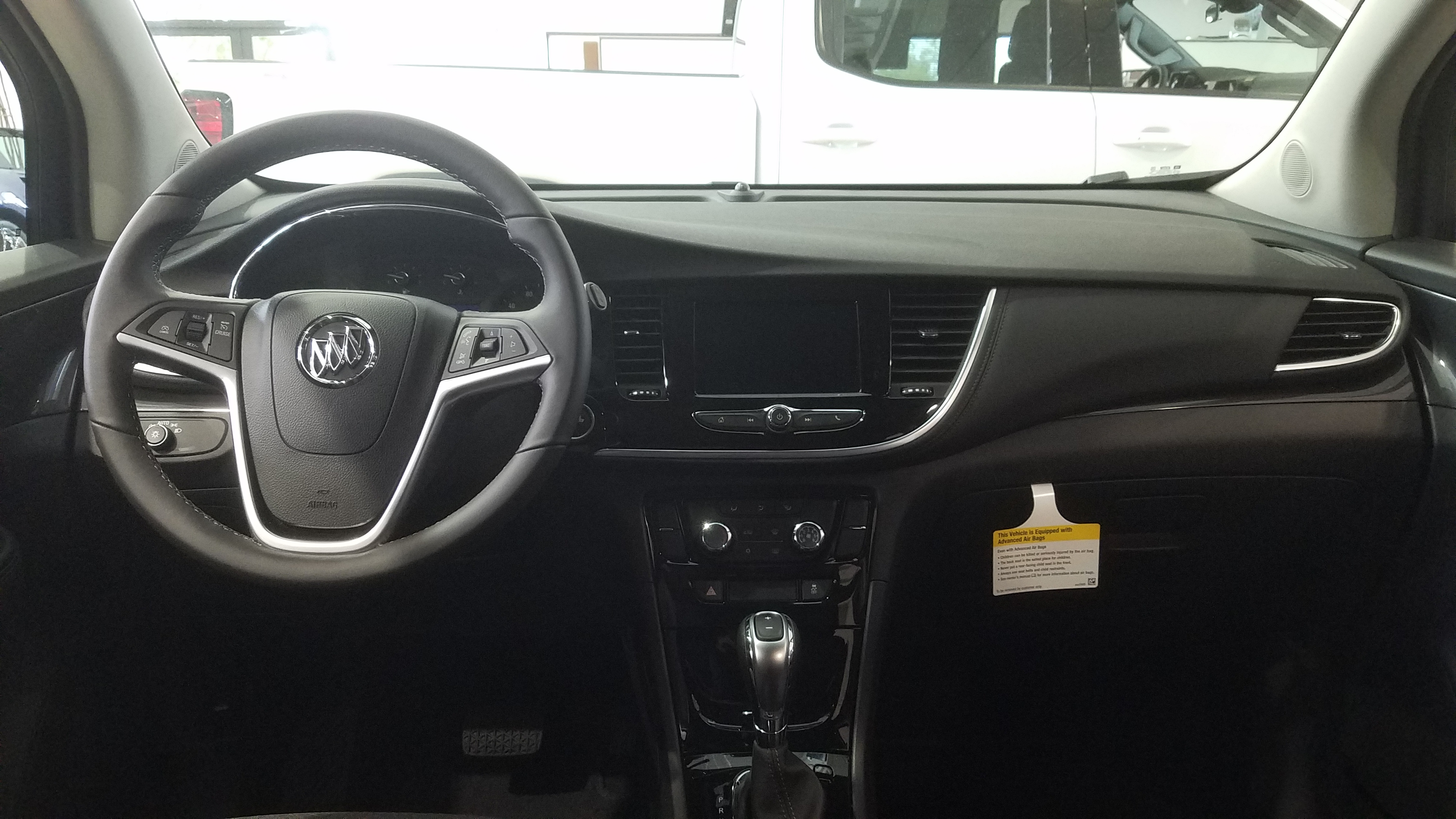
نمای داخلی (فیس‌لیفت)

### توقف تولید
جنرال موتورز تولید بیوک انکور را پس از مدل سال ۲۰۲۲ متوقف کرد. هیچ جایگزینی مستقیمی وجود نداشته‌است و بیوک انکور جی‌ایکس بزرگتر به خودروی سطح پایه جدید در خط تولید بیوک تبدیل شد.

## نسل دوم (۲۰۲۰)
نسل دوم انکور در کنار انکور جی‌ایکس در نمایشگاه خودرو شانگهای ۲۰۱۹ معرفی شد. این خودرو با موتور سه سیلندر خطی ۱٫۰ لیتری توربو بنزینی با توان ۹۲ کیلووات (۱۲۳ اسب بخار) یا موتور سه سیلندر خطی ۱٫۳ لیتری توربو بنزینی با توان ۱۲۱ کیلووات (۱۶۲ اسب بخار) در دسترس بود.
نسل دوم انکور به آمریکای شمالی صادر نمی‌شود، زیرا از پلت‌فرم جی‌ئی‌ام در نظر گرفته شده برای بازارهای نوظهور استفاده می‌کند. نسل اول انکور به همراه بیوک انکور جی‌ایکس جدید که در سال ۲۰۲۰ عرضه شد تا سال ۲۰۲۲ که تولید آن متوقف و انویستا جایگزین آن شد؛ همچنان در آمریکای شمالی فروخته می‌شد. از ژوئیه ۲۰۲۳، انکور دیگر در وبگاه بیوک چین فهرست نشده‌است.

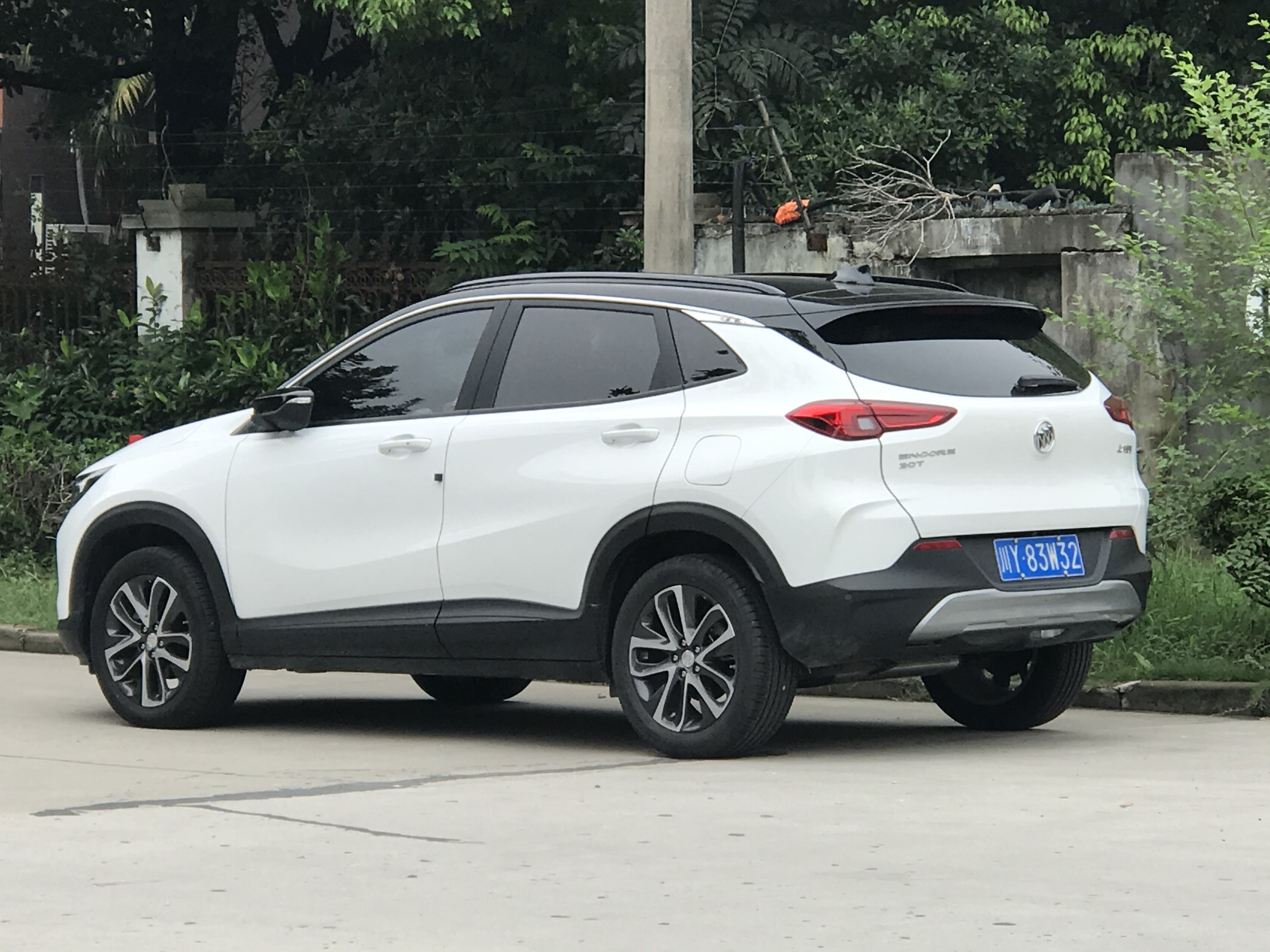
نمای عقب

## فروش
| سال  | ایالات متحده | چین    |
| ---- | ------------ | ------ |
| ۲۰۱۳ | ۳۱٬۹۵۶       | ۶۱٬۵۶۳ |
| ۲۰۱۴ | ۴۸٬۸۹۲       | ۸۲٬۳۴۶ |
| ۲۰۱۵ | ۶۷٬۵۴۹       | ۸۲٬۰۱۳ |
| ۲۰۱۶ | ۷۸٬۵۶۵       | ۷۱٬۹۴۵ |
| ۲۰۱۷ | ۸۸٬۰۳۵       | ۴۱٬۱۲۹ |
| ۲۰۱۸ | ۹۳٬۰۷۳       | ۱۵٬۱۷۷ |
| ۲۰۱۹ | ۱۰۲٬۴۰۲      | ۲۱٬۳۸۱ |
| ۲۰۲۰ | ۴۱٬۷۵۲       | ۲۰٬۵۳۸ |
| ۲۰۲۱ | ۲۰٬۰۷۲       | ۳٬۲۳۹  |
| ۲۰۲۲ | ۱۳٬۷۱۸       | ۲٬۸۵۹  |
| ۲۰۲۳ | ۵٬۸۸۷        |        |